# Copestylum nigropodum
Copestylum nigropodum är en tvåvingeart som först beskrevs av Hull 1949.  Copestylum nigropodum ingår i släktet Copestylum och familjen blomflugor.
Artens utbredningsområde är Peru. Inga underarter finns listade i Catalogue of Life.